# Yamparika
Yamparika (Yamparack, Yapparethka, Ditsakana, Widyu, Yapa) /=root eaters, po običaju jedenja yampa-korijenja,/ jedna od vodećih skupina Komanča koji dobivaju ime po jestivom yampa-korijenju. Yamparike su bili su najsjeverniji od svih Komanča, koji su se vjerojatno posljednji odcijepili od Wind River Šošona. Oko 1700.-te oni migriraju jugoistočno u sadašnji istočni Colorado i zapadni Kansas, što im postade novo stanište, ali lutaju na jug sve do Canadiana i preko njega. Godine 1786. Španjolci su procijenili da je svih Komanča bilo između 20.000 i 30.000, a Yamparike su imali oko 500 ratnika. 
Yamparike su kao i ostali Komanči živjeli od lova na bizone, a i trgovali su sa selima Taovaya Indijanaca s rijeke Red River. Njihovi poznatiji poglavice bili su Ten Bears, Shaved Head, Tabananica, White Eagle i Quirts-quip (Chewing Elk). Snaga Yamparika počinje nestajati smrću Ten Bearsa koji je zajedno s Quirts-quipom bio član Alvordove delegacije u Washington, D. C. 1872. U lipnju 1874. učestvuju još u bici na Adobe Wallsa. Komanči su konačno pokoreni 1875. u bitki na Red Riveru (Red River War), te su prisiljeni na sjedilački život kod Fort Silla na Indijanskom Teritoriju, Oklahoma. Ovdje i danas žive s Apačima, Kajovama i Kajova Apačima. 
Najstarije ime po kojem su nekada bili poznati je Widyu (=awl; šilo), no smrću njihovo istoimenog poglavice prozvani su imenom Ditsakana (od Ditsä′kŭna, 'sewers'=sewers; krojači). Naziv yamparika dolazi po običaju da su u prehrani koristili yampa-korijenje.
Populacija im je 1869. iznosila 356 a 1872. iznosila je 200

## Značajne godine
- 1775. Yamparika Komanči ratuju s Lakotama i Šajenima na Black Hillsu.
- 1853 Kajove i Yamparika potpisuju ugovor u Ft. Atkinsonu.[3]